# La Sorcière amoureuse
Pour plus de détails, voir Fiche technique et Distribution.
La Sorcière amoureuse (La strega in amore) est un film fantastique italien réalisé par Damiano Damiani, tourné en 1966.

## Synopsis
Le jeune Sergio se voit confier un copieux travail d'archivage par une mystérieuse vieille dame, désireuse de compiler les nombreux récits érotiques de son défunt mari. Dans sa vaste maison délabrée, elle donne ainsi l'occasion à cet historien de faire la connaissance de l'envoûtante Aura, dont il tombe immédiatement amoureux. 
Mais les éléments d'inquiétude ne tardent pas à se manifester : l'incontrôlable Fabrizio, d'abord, précédent bibliothécaire dont l'incompétence pousse la maîtresse des lieux à se débarrasser ; le caractère oppressant de cette antique demeure, aussi, de laquelle les habitants peinent à se détacher ; la jeune Aura elle-même, enfin, dont la beauté désarmante et les liens troubles avec la vieille femme n'ont de cesse de tourmenter Sergio…

## Fiche technique
- Titre français : La Sorcière amoureuse[1]
- Titre original : La strega in amore ou Creatura del diavolo ou Aura[2]
- Titre espagnol : Las diabólicas del amor
- Titre anglais : The Witch ou The Witch in Love ou Strange Obsession
- Réalisation : Damiano Damiani
- Scénario : Damiano Damiani, d'après le roman Aura de Carlos Fuentes
- Production : Alfredo Bini
- Musique : Luis Enríquez Bacalov
- Photographie : Leonida Barboni
- Montage : Nino Baragli
- Décors : Luigi Scaccianoce
- Costumes : Pier Luigi Pizzi
- Pays d'origine :  Italie
- Format : Noir et blanc - 2,35:1 - Mono - 35 mm
- Genre : Fantastique / Épouvante[1]
- Durée : 110 minutes[2]
- Dates de sortie :
  - Italie : 16 septembre 1966
  - France : 8 octobre 1969 (Nord, Alsace, Sud-Est[1])

## Distribution
- Richard Johnson : Sergio
- Rosanna Schiaffino : Aura
- Gian Maria Volontè : Fabrizio
- Sarah Ferrati (it) : Consuelo
- Margherita Guzzinati : Lorna
- Ivan Rassimov
- Giovanni Ivan Scratuglia
- Vittorio Venturoli
- Elisabetta Wilding

## Analyse
Inspiré du récit baroque Aura de l'auteur mexicain Carlos Fuentes, cette adaptation cinématographique fut un temps envisagée par Luis Buñuel puis Carlos Saura, avant d'être confiée à Damiano Damiani, nettement plus à l'aise dans des chroniques policières à préoccupations sociales ou politiques (au vu du résultat, l'écrivain n'hésita d'ailleurs pas à en exprimer le regret). 
Plus une œuvre d'atmosphère qu'un véritable spectacle d'épouvante, le film traduit, par un savant jeu de décors et d'éclairages, l'emprise morale et la dégradation progressive du héros. Ce dernier est interprété par l'acteur britannique Richard Johnson qui, trois ans plus tôt, se confrontait déjà aux esprits malfaisants de La Maison du diable (1963) de Robert Wise.
Damiani, pour sa part, ne reviendra que tardivement au cinéma fantastique, pour le compte du producteur Dino De Laurentiis, avec Amityville 2, le possédé (1982) , « prequel » romancée du film de Stuart Rosenberg.